# Lüdia művészete

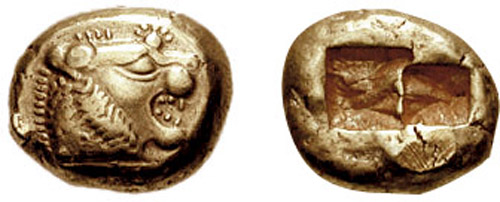
Lüdiai érme

Lüdia művészete Kis-Ázsia bronzkori kultúrái közül fejlődött önállóvá. Virágkora Phrügia bukásától az önálló lüd birodalom megszűnéséig, Kr. e. 546-ig tartott. Fontos közvetítő szerepet játszott Kelet és Nyugat, azaz Hellasz között.
A leggazdagabb leletanyag a fővárosból, Szardeiszből került elő. A lüdiai építészet sajátos emlékei a sziklába vágott sírkamrák. A fejedelmek tumulusokba temetkeztek. A legnagyobb II. Alüattészé, ez 69 m magas és 335 m átmérőjű. Szardeisz romjaitól 10 km-re északra található. é. sz. 38° 34′ 20″, k. h. 28° 02′ 42″38.572222°N 28.045000°E (jelenleg még nincs feltárva, nem látogatható).
Egykori híres ötvösművészetüknek alig maradt fenn emléke. A hagyomány szerint a lüdek voltak a pénzverés feltalálói a Kr. e. 7. században, s száz évre rá már figurális érmek kerültek ki kezük alól. Főként oroszlán- és bikafejes pénzeket vertek.
Nagyszobrászatuk alig ismert. Márvány dombormű szarvasokkal és lovasokkal, elefántcsont papnőfej, mitológiai tárgyú terrakotta domborműveik ismertek. Olykor sajátos márványutánzó festés nyoma is megtalálható. Görög hatást tükröznek.